# Kroisbach (Gemeinde Nußdorf am Haunsberg)
Kroisbach ist eine kleinräumige Ansiedlung und gleichzeitig Ortschaft der Gemeinde Nußdorf am Haunsberg im Norden des Bundeslandes Salzburg im Bezirk Salzburg-Umgebung. Im Ortschaftsgebiet finden sich zwei geologisch bedeutsame Naturdenkmäler sowie eine Kapelle.

## Geografie
Die Ortschaft Kroisbach liegt auf 408 m ü. A., hat eine Fläche von 0,55 km² und erstreckt sich vom Oichtenbach im Norden, der hier die Gemeindegrenze zu Göming bildet, bis auf etwa drei Viertel der Höhe des Haunsbergrückens. Als Siedlungsgebiete zählen zur Ortschaft die aus 13 Gebäuden mit 53 Bewohnern (Stand von 2001) bestehende Rotte Kroisbach selbst (vom Hauptort der Gemeinde Nußdorf 2,8 km südsüdwestlich auf 408 m ü. A. am Fuß des Haunsbergs gelegen) sowie die nordwestlich davon, nahe der Oichten gelegene Ortslage (Zerstreute Häuser) Pointlau, die Einöde Haarbruck und ein im Südwesten von Kroisbach anschließender Teil des Ortes Schlößl.
Die Ortschaft Kroisbach ist Teil der Katastralgemeinde Weitwörth und grenzt an folgende andere Ortschaften:
|         | Kemating (Gmde. Göming)                     | Olching  |
|         | Kompassrose, die auf Nachbargemeinden zeigt |          |
| Schlößl |                                             | Hochberg |

Die Hanglage des Haunsbergs im südöstlichen Teil des Ortschaftsgebiets ist bewaldet, ebenso die nächste Umgebung des Oichtenbaches im Norden. Der übrige Teil der Ortschaft besteht abseits des verbauten Gebiets aus landwirtschaftlich genutzten Flächen, die hinsichtlich des wirtschaftlichen Ertrags (Bodenbonität) im unteren Bereich eingestuft sind.
Neben der grenzbildenden Oichten existiert im Ortschaftsgebiet an Fließgewässern noch der Kroisbach, der dem Ort den Namen gab, im Westen der Schlößlbach sowie im Nordosten ein Stück des Olchingerbaches, die allesamt in die Oichten münden.

## Geschichte
Benannt ist die Ortschaft nach dem Kroisbach (vom Haunsberg zur Oichten), dessen Name zu mittelhochdeutsch krebez(e), krebz(e) ‚Krebs‘, beziehungsweise einer Nebenform kriuz, kreuz(e), steht.

## Infrastruktur und Verkehr
Kroisbach liegt an der Salzburger Landesstraße 204 Nußdorfer Landesstraße von Weitwörth nach Berndorf bei Salzburg und ist auf dieser mittels Postbussen erreichbar. Auf etwa halber Höhe des Haunsbergs verläuft eine nicht öffentlich befahrbare Forststraße, die in Schlößl beginnt und bis Nußdorf führt.
Im Ort befindet sich eine Einrichtung, die unter anderem Hippotherapie anbietet.

## Sehenswürdigkeiten
An der Landesstraße befindet sich auf Höhe der Rotte Kroisbach die Mariahilf-Straßenkapelle. Diese gehört zum gegenüberliegenden Bauernschmiedgut. Sie trägt die Jahreszahl 1866 und wurde von zugewanderten Bewohnern aus dem Lungau als Dank für die gelungene Übersiedlung errichtet. Der Altar zeigt ein Mariahilf-Bild und an den Flügeln die heilige Barbara und den heiligen Georg. Die Kapelle wurde zuletzt etwa 1990 restauriert.
Im Kroisbachgraben finden sich zwei Geotope, wo geologisch wertvolle Gesteinsaufschlüsse existieren und Fossilien aus dem Tertiär zu sehen sind. Einige Stellen sind seit 1973 als Naturdenkmal (Kroisbach Graben und Frauengrube NDM 00119 resp.  00257) ausgewiesen. Des Weiteren führt auf halber Höhe des Haunsbergs ein geologischer Lehrpfad entlang, der bereits in der Ortschaft Schlößl seinen Ausgang nimmt.

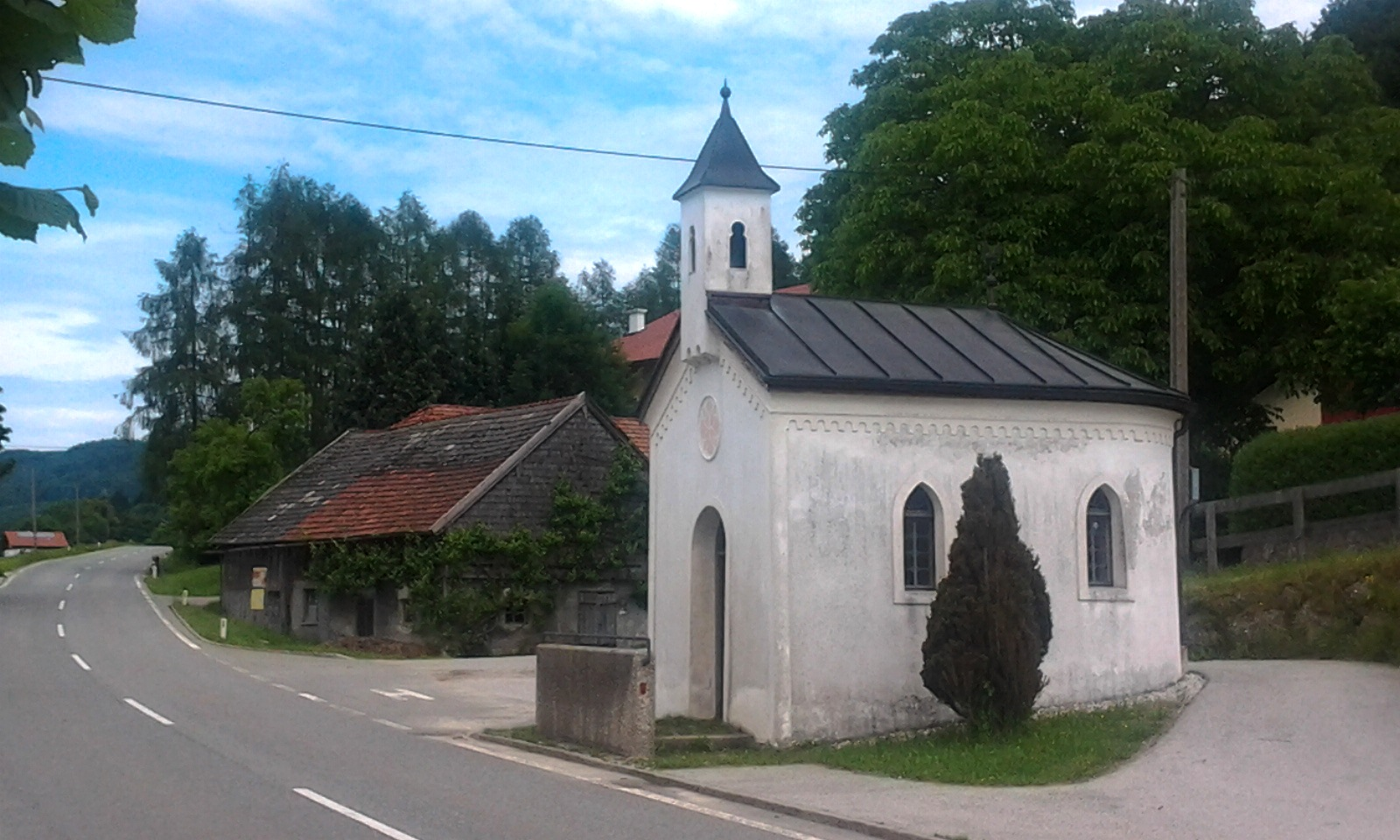
Mariahilf-Kapelle
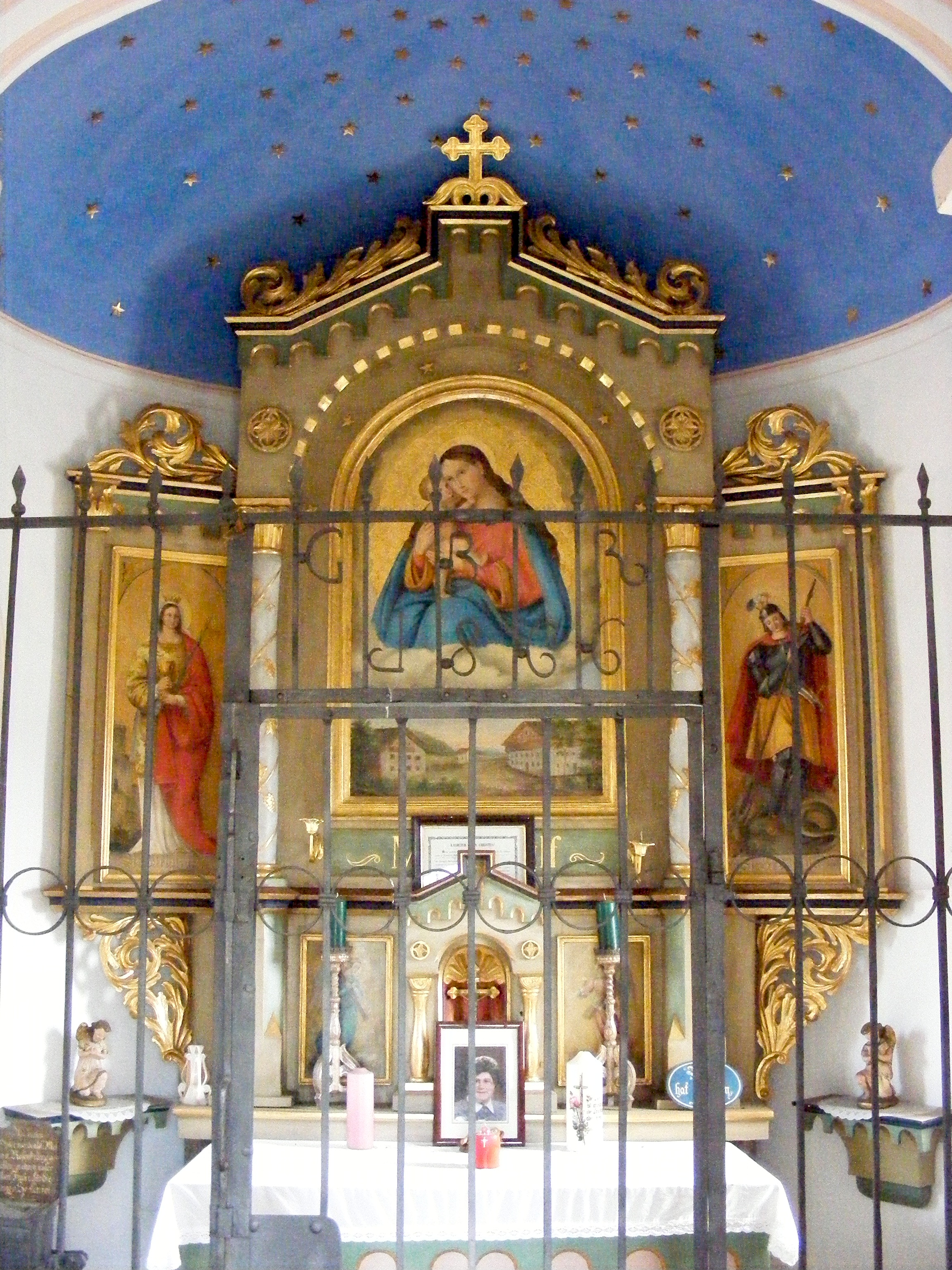
Altar der Mariahilf-Kapelle
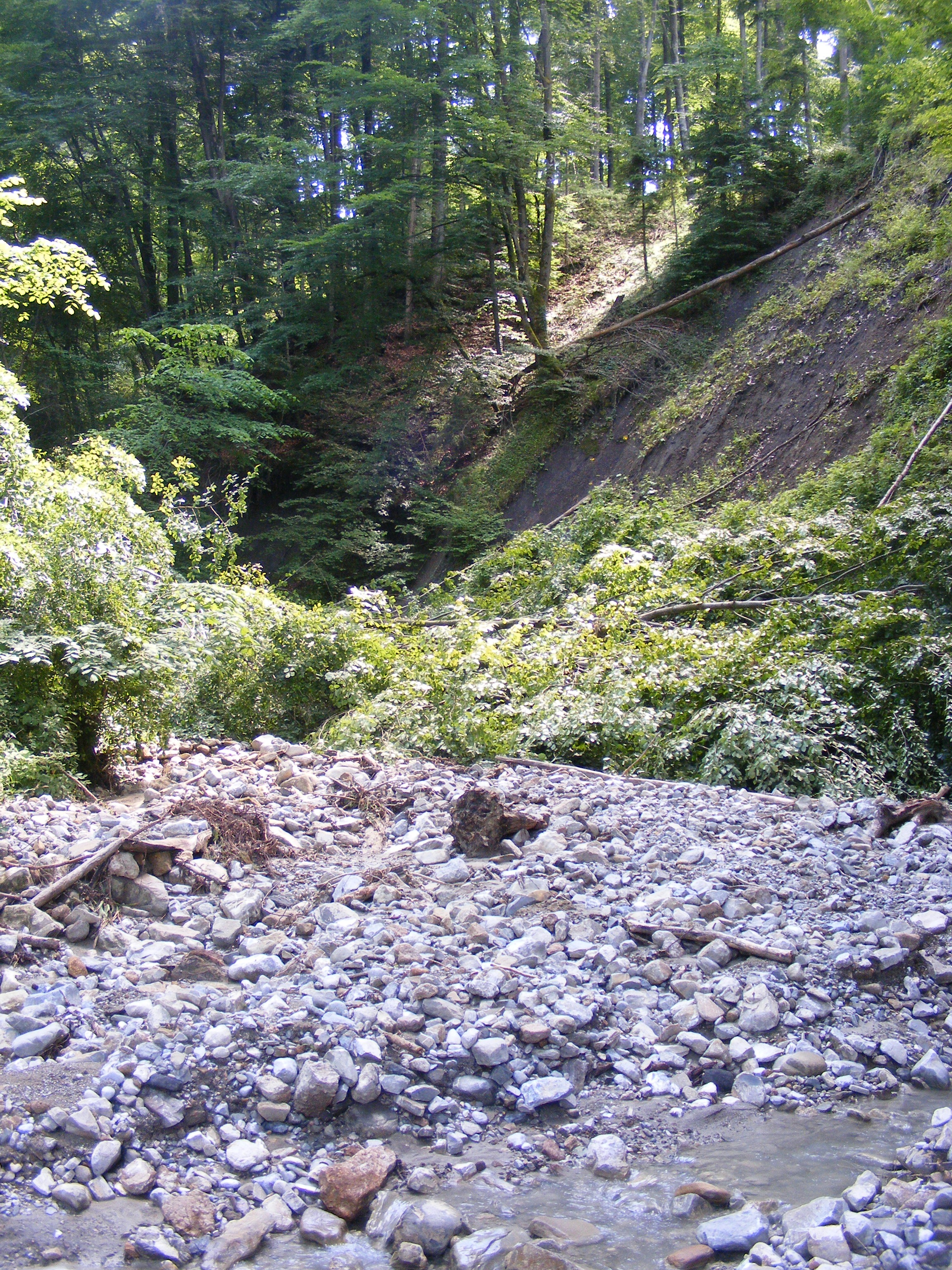
Teil des Naturdenkmals Kroisbachgraben